# Amadou Hampâté Bâ
Amadou Hampâté Bâ (Bandiagara, 1900 o 1901 - Abidjan, 15 de maig de 1991), va ser un escriptor i etnòleg malià, defensor de la tradició oral, sobretot peule. Va ser membre del Consell Executiu de la Unesco de 1962 a 1970, on va llançar la seva crida, «A Àfrica, quan mor una persona vella, una biblioteca crema», frase que es va transformar en proverbi.

## Biografia

### Orígens, infància i joventut
Amadou Hampâté Bâ va néixer en una família aristocràtica fula de Bandiagara, la ciutat més gran del territori dogon i capital del precolonial Imperi de Masina. En el moment del seu naixement, l'àrea era coneguda com a Sudan francès i formava part de l'Àfrica Occidental francesa colonial, formalment establerta pocs anys abans del seu naixement. Després de la mort del seu pare, va ser adoptat pel segon marit de la seva mare, Tidjani Amadou Ali Thiam, del grup ètnic toucouleur. Va assistir primer a una escola alcorànica dirigida per Tendre Bokar, dignatari de la germanor Tijaniyyah, després va passar a una escola francesa a Bandiagara, i més tard a una a Djenné. Ell1915 es va escapar de l'escola i es va reunir amb la seva mare a Kati, on va reprendre els estudis.
L'any 1921, va refusar entrar a l'École normale William-Ponty, aGorée. Com a càstig, el governador el va assignar a Ouagadougou amb la funció que més tard descriuria com la d'un "escriptor essencialment precari i revocable". De 1922 a 1932, va ocupar diversos càrrecs a l'administració colonial a l'Alt Volta Francés, actualment Burkina Faso, i de 1932 a 1942 va servir a Bamako. El 1933, va fer una visita de sis mesos a Tendre Bokar, el seu dirigent espiritual.

### Últims anys
El 1942 va ser acollit com a membre de l'Institut Français d'Afrique Noire (IFAN—l'Institut francès de l'Àfrica Negra) a Dakar, gràcies a la benevolència de Théodore Monod, el seu director. A l'IFAN hi va fer recerques etnològiques i va recopilar tradicions. Durant 15 anys es va dedicar a investigar. Com a conseqüència de la seva recerca va publicar el seu treball L'Imperi peul de Macina (Imperi de Masina). El 1951, va obtenir una subvenció de la UNESCO, que li va permetre viatjar a París i reunir-se amb intel·lectuals de cercles africanistas, especialment Marcel Griaule.
Amb la independència de Mali, l'any 1960, Bâ va fundar l'Institut de Ciències Humanes a Bamako, i va representar el seu país en les conferències generals de la UNESCO. El 1962, va ser escollit membre del consell executiu de la UNESCO, i el 1966 va ajudar a establir un sistema unificat per a la transcripció de llengües africanes.
La seva feina a la UNESCO va acabar el 1970, i va dedicar els anys restants de la seva vida a investigar i escriure. El 1971, es va instal·lar al suburbi de Marcory, a Abidjan, Costa d'Ivori, i va treballar en la classificació dels arxius de tradició oral africana occidental que havia acumulat durant la seva vida. També hi va escriure les seves memòries (Amkoullel l'enfant peul i Oui mon commandant!), totes dues publicades pòstumament. Va morir a Abidjan en 1991.

## Obres
- L'Empire peul du Macina (1955)
- Vie en enseignement de Tendre Bokar, le sage de Bandiagara (1957, reescrit el 1980), adaptat al teatre per Peter Brook el 2003.
- Kaïdara, récit initiatique peul (1969); publicat en traducció al castellà de Fermín Guisado: Kaidara: cuento iniciático peule, éd Kairós, 2002
- L'étrange destin de Wangrin (1973), Gran premi literari de l'Àfrica Negra de 1974
- L'Éclat de la gran étoile (1974)
- Jésus vu parell un musulman (1976)
- Petit Bodiel (conte peul) et version en prose de Kaïdara (1977)
- Njeddo Dewal, mère de la calamité (1985); publicat en traducció al castellà de Mireia Porta: Njeddo Dewal, madre de la calamidad, Edicions Zanzíbar, 2004
- Ce que vaut la poussière (1987), contes i relats de Mali
- Amkoullel l'enfant peul (Memòries I, 1991). Gran premi literari de l'Àfrica Negra de 1991. Publicat en traducció al català de Goretti López i Helena Roig: Amkul·lel, el nen ful, Editorial Límits, 1998
- Oui mon commandant ! (Memòries II, 1994) publicat a títol pòstum
- Il n'y a pas de petite querelle (2000)
- Ravins érotiques (2001), deu textos, dels quals un és de Amadou Hampâté Bâ, 25 gravats de Michel Moskovtchenko, edició de 30 exemplars numerats, O.R.D.L.A., Villeurbanne
- Mémoires (2012)
- Coépouse bossue... ou méchanceté punie (2015)
- La Révolte des bovidés (2015)
- Recopilació de relats en traducció al castellà d'Alicia Capel: Cuentos de los sabios de África, Ed. Paidós, 2010.[3]